# ハニ太郎です。
『ハニ太郎です。』（ハニたろうです）は、1995年から1999年までポプラ社の学校の怪談文庫から発売された前嶋昭人による日本の漫画作品と、それを原作としたテレビアニメ。全14巻。

## あらすじ
夏休みの最後の日、宿題に追われていた小学生「よしお」はアラジンと魔法のランプに影響され自分に絶対服従する召使を求めていたが、些細な偶然が重なり魔法のランプにそっくりな形の「カレー容器」を発見。それを擦るとハニ太郎が現れよしおの思惑とは反対に様々な力でよしおを服従させ、よしおの人生を大きく変えてしまった。
- これはハニ太郎が起こす奇妙な日常と怠惰で我儘であったよしおへの因果応報の物語である（ハニ太郎視点）。
- これはハニ太郎が起こす人類未曾有の危機とよしお少年の尊い犠牲を描いた物語である（よしお視点）。

## 登場人物
「声」は、テレビアニメ版の声優。

### ハニ太郎一家
ハニ太郎（ハニたろう）
声 - 西森瑞絵
よしおが見つけたカレー容器から現れた生きた埴輪。性格はわがままで自分勝手。この世の者とは思えないようなイタズラを考えるのが得意。
よしおに服従するどころか、逆によしおを召使い同然にこき使っている。（本人曰く、自分が主でよしおが下僕）。よしおのガールフレンドのミキちゃんが大好きで、いつか埴輪と人の壁を乗り越えて結婚しようと考えている。
超能力で相手を金縛りにしたり、自分の思うがままに服従させたりなどその能力は未知数。食べ物に対して貪欲で、自分の身体以上の量ですら平らげてしまう。唯一の苦手は饅頭で、どういうわけか饅頭に対しては異常なほどの恐怖感を見せる。寒いのが嫌いで冬が来なければいいと思っている。
ハニタリン王国なる国からやってきた埴輪で、どうやら家業を継ぐのが嫌で家出してきた（本人としては、自由気ままに生きたいらしい）。
よしおの親友の田中くんや中田先生、果てはフンコロガシのフンニーなどから愛されているが　ハニ太郎本人は嫌がっている。
また学校の怪談 (映画)にキーアイテムとしてゲスト出演し、重要な役割を果たしている。
ハニ子（ハニこ）
声 - 倉田雅世
ハニ太郎の妹。本名は、ペンジャミン・サティ・ドット・ハニョリーヌ。ピンク色の体色に頭の上にクルクルした4本の巻き毛が生えている。
ハニタリン王国へハニ太郎を連れ戻すためにやってきたが、戻る素振りを見せないのでそのまま吉田家に転がり込む（普段は忘れているらしい）。
ハニ太郎と同じくらい、わがままで癇癪持ち。また兄同様、寒いのが嫌い。料理好きだが、腕前は超絶に悪くハニ太郎曰く「ハニタリン王国一の料理オンチ」らしい。
相手をコンニャクに変えたり、風船のように膨れさせ空へ飛ばしたり（時に破裂したりする）など、兄に勝るとも劣らない超能力を使う。
ハニ太郎の父
11巻で登場したハニ太郎の父。ハニタリン王国で三万年も愛されている「ハニタリンちくわ店」の当主。体色はハニ太郎よりも濃い茶色で、クルクルの髭が特徴。ハニ太郎同様に傲慢で、口癖は「無礼者」。極度の方向音痴。対象をちくわやコロッケに変える光線を放つ。
ハニ太郎の母
11巻で登場したハニ太郎の母。体色はオレンジ色で、パーマ頭が特徴。夫をいつも尻に敷いている。対象を砂に変える光線を放つ。

### 吉田家
吉田よしお（よしだ よしお）
声 - 金光宣明
ハニ太郎に苦しめられている不幸な小学5年生。髪型は特徴的なツーブロック。誕生日は12月20日。
ハニ太郎、ハニ子には食べ物を盗られる、ミキちゃんとの仲を邪魔される、下痢体質にされる、文句を言えば金縛りにされるなど、ろくな目にあっていない。
いつの日か、ハニ太郎達が壊れるか出ていく日を心待ちにしている。ミキちゃんとは幼なじみで将来は結婚したいと考えている（幼稚園の頃は虐めていたが、ある事を境に仲良くなる）。
ハニ太郎のせいで下痢体質になってしまい路上で排便する事が日課になっている。意外と詩人の才能を秘めているらしく、将来は詩人になり150歳まで生きる事が人生の目標。
ミキちゃんや周囲の皆から「ウンチ男」「ウンコタレの吉田」という不名誉なあだ名を付けられている(ミキちゃん曰く「ウンチをしなければいい人」らしい)。だが、本人もウンチに対する情熱的な物を持っている。本を探しているとトイレに行きたくなるという妙な癖がある。
学業の成績は悪く、頭もかなり悪い。
吉田よしゆき（よしだ よしゆき）
声 - 世田一恵
よしおの父。水産会社に勤務する会社員。能天気な性格で、どんな状況でも順応しやすいなどバイタリティが強い。いつか、よしおが立派な社会人になると信じている。
一応、まじめだが「面倒くさい」という理由で会社を休もうとしたり、「腹痛いから休む」と電話しただけで休暇を取るなど、いい加減な一面も。酒好きで、家でも外でも酒を飲んでいる。
ハニ太郎、ハニ子にあまり被害を受けていない為か二人（？）には寛大で、家族同様に扱っている（ただし、催眠術をかけられたりなどの被害には遭っている）。
吉田よし子（よしだ よしこ）
声 - 水原リン
よしおの母で専業主婦。息子の出来の悪さに頭を悩ませており、常にガミガミ怒鳴っている。必殺技は包丁投げ。ズボラでグータラな一面もある。
ハニ太郎達を家族として（一応）扱っているが、よしおと同じく嫌気もさしているらしくできれば出て行って欲しいと考えている。
吉田よしのすけ（よしだ よしのすけ）
よしおの祖父。68歳。宮崎在住。初期は用も無いのに遊びに来る変な年寄りだったが、ハニ太郎が現れてからはよしおと共にハニ太郎に苦しめられている。
孫煩悩で、よしおをからかいながらも可愛がっており、お土産にケーキを買ってきたりする。意外と金持ちらしく、宮崎ではリッチな暮らしをしている。意外にも若い女性にモテる。
ハニ太郎を「悪魔」、ハニ子を「悪魔2」、もしくは「アホハニワ」と呼び嫌っている。
亡くなった妻の位牌を持ち歩いており、何かあれば念仏を唱えている。必殺技は「バーサンの位牌返し」だが、ハニ太郎に敗れた。
ハニ太郎達には食べ物を集られる、裸で外を走らされる、位牌を壊されるなど、よしお以上にろくな目にあっていない。

### しじみ小学校

#### 5年3組
よしおのクラスメイト。担任は安藤先生。
田中一夫（たなか かずお）
5年3組男子。よしおの友達。坊主頭が特徴で、鼻の穴の大きさは日本一。
可愛いもの好きで、「ジェリーちゃん」という美少女人形に入れ込んでいる。またハニ太郎とハニ子に対しても可愛いと言って執着し、危ない妄想を膨らませている。動物好きでもあり、家には312匹のペットがいる（多くはひかるが拾ってきて飼育を押し付けられた動物たちである）。ロマンティストで、好きな言葉は「愛」。その趣味から中田先生とは非常に気が合い、中田先生を人生の師と慕っている。
平山ミキ（ひらやま ミキ）
声 - 倉田雅世
5年3組女子。よしおとは幼稚園の頃からの幼馴染で、昔はよしおから意地悪ばかりされていたが、粘土工作中にオナラをした彼女をよしおが庇った事件をきっかけに仲良しになる。現在はよしおから好意を寄せられている。
皆の人気者で、ハニ太郎や金次郎も憧れる美少女だが、意外と気性が激しく、大石相手にも物怖じせず口喧嘩で張り合うほどの気の強さを誇る。趣味は読書で、金次郎と共に図書委員を務める。
出寿世ひろし（ですぜ ひろし）
5年3組男子。ラーメン屋「出寿世軒」の一人息子。
「ですゼ」が口癖で、どもり癖がある。かなりの怖がり。バスケットボール部に所属しており、将来の夢はバスケ選手。怪我した小鳥を拾って親に内緒で世話するなど心優しい少年。
二宮金次郎（にのみや きんじろう）
5年3組男子。しじみ小学校の校庭の二宮金次郎像。なぜか人間のように生きており、児童として小学校に通っている。
自分が石像であることを気にしており、指摘されると怒る。普段は内気だが怒らせると怖く、背中の薪を飛ばして攻撃する。読書家で、本を百万冊以上読んでおり、ミキちゃんと共に図書委員を務める。愛読書は『大草原のへんな家』。石像ゆえに家族がおらず、寂しさを紛らわすため放課後は母親を一人で演じて芝居している。現在は猫のフィロップ・ディック・アーシュラ・ルグレインと一緒に暮らしている。水に入ると沈むため水泳の授業が大嫌い。また、犬が苦手。
生活費を稼ぐためファミリーストア「ハニハニ」でアルバイトしており、売れ残りの弁当を貰って帰るのが毎日の楽しみ。特に大好物の「焼肉スペシャル弁当」のことになると見境がなくなる。
西山ひかる（にしやま ひかる）
5年3組女子。父親は働かずに酒とギャンブルばかりのろくでなしで、母親には逃げられ、家は非常に貧乏。いつも継ぎ接ぎだらけのボロボロの服を着ており、靴は学校の上履きしかなく、パジャマの代わりに体操着で寝ている。給食費も滞納し続けており、「給食費を払わなくても給食は食べられる」という父親の教えのもとに学校に通っている。家のトイレットペーパーがなくなると学校のものを盗んでおり、トイレットペーパーを盗む好機に恵まれやすいという理由で保健委員を務めている。その不幸オーラのためか周囲にはいつも枯葉が舞っている。
貧乏に負けずに明るく生きようと努力しているが、その境遇ゆえに性格は歪んでしまっており、極度のひねくれ者。過酷な境涯の中で生きるための強かさが身についており、人を言いくるめる術に長け、自分の不幸にかこつけて他人を利用する傾向がある。好きな言葉は「他人の不幸」で、とりわけ幸せな親子に対しては激しい憎悪を燃やし、そのため何かにつけてともくんを虐めている。捨てられた動物を拾う優しい一面もあるが、全て田中に押し付けている。また、動物に変な名前を付ける癖がある。喧嘩も強く、必殺技は「ビンボーパンチ」。
大石ルミ子（おおいし ルミこ）
5年3組女子。父親は大石米穀店の社長。母親を亡くしており父子家庭。3組の生活委員を務める。
筋肉質でゴリラのような容姿をしている。生活委員であることに誇りを持っており、異常なほど規則にうるさく、廊下を走る、上履きのまま外に出る等の校則違反を犯した生徒を見つけると徹底的に糾弾し、「マル秘生活日誌」に逐一記録している。その頑迷な性格と過激な気性により同級生はもとより安藤先生からも腫れ物扱いされている。好きな言葉は「世界平和」で、不道徳な人間を「愚か者」と呼んで憎む。不道徳な人間のいない平和な世界を実現する理想に燃えており、生活委員としての活動もそのための闘いであると考えている。
平ユミ子（ペー ユミこ）
声 - 木村歌音
5年3組女子。異常に感動しやすい体質で、感動すると鼻血が噴き出す（テレビアニメ版では人が流される大量の涙に変更されている）。別名「鼻血女」。血液型はO型。
のり子という妹がいる。
村上輪之介（むらかみ わのすけ）
5年3組男子。自転車で道路の白線の上をはみ出さず走ることに命を懸ける少年。初めは2組の西崎ゆかりという女子に片思いしていたが、好きな相手が頻繁に変わる。「白線をはみ出したら谷底に落ちるが、渡りきった先には好きな女の子がいる」という想像をしながら日々白線渡りに挑戦している。白線を見ると禁断症状に似た衝動に駆られ、校舎内や運動場であっても自転車を用意して白線渡りを敢行するだけでなく、白線を連想させる言葉を聞くだけでも我慢できなくなる。
輪太郎という弟がいる。
岩清水アキラ（いわしみず アキラ）
5年3組男子。くせ毛が特徴。絵が下手で、家族の肖像画を描く課題に端を発した悶着に巻き込まれ、ハニ太郎によって父親を異形の姿に変えられてしまう。
杉山サトミ（すぎやま サトミ）
谷スズ子（たに スズこ）
5年3組女子。ミキちゃんの友達だが、彼女が幼稚園の頃オナラをかましたという秘密を聞いてアイスとジュースをゆするなど良い友達ではない。

#### 教員
安藤満雄（あんどう みつお）
5年3組の担任。眼鏡をかけた厳つい顔の中年男性。教師生活20年。既婚子持ち。好きな食べ物はカレー。
非常に怒りっぽい性格で、生徒にはすぐ鉄拳制裁を振るう。減らず口のよしおを特に嫌っており、よしおの詩が県の詩コンクールで銀賞を受賞した際は独断で辞退しようとしたほど。生徒に対する態度は公正とは言い難いが、賭けに負けてパンツ一丁でコンビニに買い物に行くなど約束を守る義理堅い面もある。好きな言葉は「努力」で、努力の素晴らしさについて語りだすと陶酔しきってしまう。趣味はパチンコ。
中田ゴロー（なかだ ゴロー）
5年2組の担任。角刈りで強面の男性。35歳（最終巻で36歳を迎えた）。誕生日は9月15日。血液型はB型。好きな食べ物はピーマンの肉詰め。
野生的な外見に似合わず可愛いものが大好きな少女趣味で、時計から靴に至るまで可愛いファンシーグッズで揃えているが、本人は「かわいい」ではなく「カッコイイ」と言っている。重度のジェリーちゃんマニアで、257体のジェリーちゃん人形を持っており、妻のよしえよりもジェリーちゃんが大事だと宣言し、夢の中で女神と化したジェリーちゃん（ジェリー様）と対話できる。同じ趣味を持つ田中からは人生の師と慕われている。持ち物には全て自分の名前と電話番号を書いており、折れ曲がったマジックペンのために墓まで作るほど所有物への愛着が強い。大学時代は編み物クラブの副部長だった。パンツと靴下は白以外は絶対に履かないという信念がある（僅かでも色が入っていたら断乎拒絶するほどの徹底ぶり）。また、人間離れした犬のような嗅覚の鋭さを持つ。
前述のような趣味の一方で外見に違わぬ野獣のような攻撃性も持ち、敵視した相手（野口先生や半田達男）に対しては極めて横暴で、実力行使も辞さない。住居侵入など平気で法も犯し、言動は傍若無人そのもの。その奇行と横柄さには妻のよしえも非常に手を焼いており、夫婦関係には度々不和が生じている（最終巻ではよしえに家出されかけたほど）。一方で生徒に対する面倒見は良く、貴重なジェリーちゃんグッズを田中に貸すなど気前がいい。
6巻で息子のジェリゴローが生まれる。初めは女の子を熱望していたため息子を拒絶していたが、その後は最愛の息子と呼んで過保護なまでの愛を注いでおり、ジェリゴローの周辺に喫煙者がいれば水鉄砲で攻撃する。
野口浩太郎（のぐち こうたろう）
5年1組の担任。30歳独身、一人暮らし。彼女いない歴30年。
真面目に生きることが人生の目標だが、かなりの無精で、アパートの自室も職員室の机も散らかり放題。部屋が汚すぎてパンツや靴下の上に無数のキノコが生えている。いつの間にか自室を「野口キノコ研究所」と称するようになり、キノコ栽培に魂を捧げている。あまりの不潔さにより他の教員からは非常に嫌われており、「キノコ星人」と呼ばれて迫害されている。とりわけ中田先生とは犬猿の仲。その生活環境のためか、どんどん人間離れした体質へと進化しつつある。
内ノ倉考蔵（うちのくら こうぞう）
音楽教師。男性だがお嬢様のような上品な口調で話す。
音楽に対する姿勢は真摯そのもので、ピアノや指揮の練習をする姿からは何かに取り憑かれたような恐ろしい雰囲気を放つ。自分の曲を貶されると血相を変えて怒る。早乙女純（半田達男）のファンだったが、本人の容姿を見てあまりのギャップに落胆していた。高校時代は県大会決勝まで進んだ野球部の主将だった。

#### 動物
ピーちゃん
しじみ小学校で飼育されているウサギ。ひかるからは「ゴメス」と（心の中で）呼ばれている。まともに餌をくれないひかるに辟易している。
コケ太郎（コケたろう）
しじみ小学校で飼育されているニワトリ。ひかるが餌をくれないためいつも苛立っている。
フィロップ・ディック・アーシュラ・ルグレイン
元々はしじみ小学校の校庭に住んでいた野良猫だったが、現在は金次郎の飼い猫として一緒に暮らしている。名付け親はひかる。

### 田中家
ユキ
ひかるが連れてきたヤギ。洗濯物に脱糞したため田中の母の怒りを買い、調理されて食われた。
ジェニー
田中が3年生のときから飼っているニワトリ。田中を嫌っており、田中が近付くと嘴で攻撃する。
シロ
ひかるが連れてきた黒い犬。ひねくれ者のひかるによって黒いのにシロと命名された。
アフリカゾウ
ひかるが連れてきたインドゾウ。インドゾウなのにひかるによってアフリカゾウと命名された。田中への忠誠心は強く、田中が危害を加えられると報復しようとする。

### 中田家
中田よしえ（なかだ よしえ）
声 - 倉田雅世
ゴローの妻。ゴローの言動にいつも振り回されている。ジェリゴローの名前のせいで気苦労が絶えない。ジェリゴローのことは「ジェリ」の部分をはぐらかすように小さな声で呼ぶ。
中田ジェリゴロー（なかだ ジェリゴロー）
声 - 木村歌音
ゴローの息子。「ジェリゴロー」とはジェリーちゃん語で「幸せな妖精」という意味。ゴローによって無理矢理命名されたが、よしえからは名前をちゃんと呼んでもらえない。
ラブリー
声 - 永野愛
中田家の飼い犬。オスの雑種犬。ゴローによって「中田ゴローのイヌ ラブリー」とマジックで体に書かれている。

### ファミリーストア「ハニハニ」
金次郎のアルバイト先のコンビニ。
山岸（やまぎし）
「ハニハニ」の店長。眼鏡をかけた中年男性。温厚な性格。
森山加代（もりやま かよ）
「ハニハニ」の店員。口の周りの黒子が特徴の女性。30歳独身。空手を習っている。
金次郎からは「いやな人間世界一」と陰口を言われるほど性格が悪く、ヒステリックでかなり暴力的。金次郎を「石」と呼び、いつもいびっている。ボブちゃんに一目惚れされて執拗なアプローチを受けている。
奈良本竜也（ならもと たつや）
アルバイトの大学生。顔が奈良の大仏にそっくりで、これが原因で小学生の頃からいじめられてきた。陰険で僻みっぽい性格。隙を見つけては仕事をサボったり、商品や人の食事をつまみ食いするなど意地汚い。被害者意識が強く、都合が悪くなるとしくしく泣き出す。

### ゴンザレス幼稚園
幸田とものすけ（こうだ とものすけ）
イボイノシシ組。ともくんと呼ばれている。
母親と仲睦まじい幸せな男の子。それをひかるやハニ太郎に妬まれて虐められている。『超電撃戦隊 バトルレンジャー』なる戦隊ヒーローに夢中。
半田ミカ（はんだ ミカ）
イボイノシシ組。半田達男の娘。
優しい女の子だが、悪意なく（主に筋肉のことで）父親を傷付けるような発言をする無邪気さもある。ハニ太郎によって猿の玩具に変えられた文雄を拾い、「ウィッキー」と名付けて可愛がっていた。
井村ゆう子（いむら ゆうこ）
イボイノシシ組の担任の先生。22歳。父親は井村建設の社長。
いつもニコニコ明るいが、園児の描いた絵に点数をつけたり、へたくそと連呼するなど辛辣な性格。ホラー好き。園児とのしりとり遊びにもホラーな言葉ばかり使い、園児がどこまで泣かずに堪えられるか試す。半田達男をいたぶるのが趣味で、致命傷になりかねない巨大な岩を半田めがけて投下させるなど残忍極まりない。

### しじみ町の住民
米山大吉（よねやま だいきち）
しじみ商店街の肉屋「大吉精肉店」の店主。35歳既婚。パンチパーマの強面だが、実際はとても心優しいおじさん。得意料理はハムカツ。高校時代は卓球の全国大会に出場した経験がある。
カプラン
カプラン星からやってきた宇宙人。カプラン工業地球営業所部長。腕がタコ足になっており、鼻の穴や首からもタコ足が生えている。関西弁や名古屋弁や九州弁が混ざった独特の口調で喋る。野口先生の隣の部屋に住んでいる。
円盤を所持しており、遅刻しそうな野口先生を学校まで送ったり、北極に飛ばされた吉田家を救出するなどの活躍を見せた。野口先生のキノコが大好物。
笑太郎（しょうたろう）
森田文雄（もりた ふみお）
ハニ太郎一家の散歩の邪魔をするのが生き甲斐の老人二人組。中学時代の同級生。ハニ太郎やハニ子らに嫌がらせをしては毎回逆襲されて痛い目に遭っているものの一向に懲りず、手を替え品を替え嫌がらせに情熱を燃やす。
岡田ひろし（おかだ ひろし）
栗田洋子（くりた ようこ）
いつもラブラブなカップル。
ボブちゃん
駅前のカレー店「ボブちゃんカレー」を経営するチリチリ髪の男。30年間カレーしか食べたことがなく、強烈なカレーの臭いを放っている。ハイテンションかつ情熱的な性格で、口癖は「ベリーホット」。
森山に一目惚れして猛烈なアプローチをかけ、度々暴力的に撃退されている。しかし彼は照れ隠しだと勝手に思い込んでおり、一向に諦めない。
林コーン（はやし コーン）
しじみ公園でポップコーンを売っている中年男性。派手な眼鏡をかけている。ケチな性格のため児童たちからは嫌われている。一人暮らし。
半田達男（はんだ たつお）
半田ミカの父。36歳。誕生日は4月23日。血液型はO型。妻はイギリスに単身赴任中のためミカと二人暮らし。
恋愛小説家で、ペンネームは「早乙女純（さおとめ じゅん）」。3年前には小説『スウィート・ラブ・ストーリー・イン・しじみ町』が芥川賞の候補に選ばれた有望作家。ハニ太郎や中田ゴローや内ノ倉も彼のファンだった。小説家らしからぬ筋肉質な体型で、そのことを事あるごとに揶揄されたり、容姿を見たファンから幻滅されたりする。作中では屈指の常識人だが、中田や井村からいつも酷い目に遭わされて振り回されている。
川上（かわかみ）
工藤（くどう）
広沢（ひろさわ）
中田家の近所のしじみ団地に住む噂好きなおばさんたち。よしえがはぐらかすジェリゴローの名前を気にしている。
のらネコ
何も考えていない能天気な野良猫。一方で面倒見がいいところもあり、フィロップ・ディック・アーシュラ・ルグレインからは先輩と呼ばれて慕われている。
ピンキー前嶋（ピンキーまえじま）
作中に時折登場する作者（前嶋昭人）本人。『クネクネヨガ道場』や『悪霊も話せばわかる!!』といった怪しげな本を（作中で）出している。

### その他
サボテンくん
ミキちゃんがハニ太郎にプレゼントしたサボテン。メキシコ生まれ。非常に生意気な性格で、煙草を吸っている。棘を飛ばして攻撃する。
ハニ太郎がミキちゃんのプレゼントには手出しできないのをいいことにどんどん増長し、ハニ太郎を扱き使うようになるが、我慢の限界に達したハニ太郎にくろこげファイヤーで撃退される。その後もしぶとく生き延びており、トゲ子という女サボテンと結婚して3人（？）の子供をもうけるが、トゲ子とは死別してしまう。
フンニー
ハニ太郎に片思いするメスのフンコロガシ。栃木県鬼怒山でイギリス人のジミーに発見され、鬼怒山の長老によって「キヌヤマ・ワカハゲジミー・カツノリ・ブンゾオ・タケ・マツノスケ・フンコロガシ」と命名される（後にこの名前が学会で正式に認められたらしい）。
パンダ山田（パンダやまだ）
玩具の刀を背負ったパンダ。動物園から脱走したらしい。ハワイに寄ってから中国へ帰るため、40万円を借りようと手当たり次第にたかる。フンニーが金品を蓄えていることを知ってしつこく絡んでいる。
吉川さなえ（よしかわ さなえ）
田中の初恋の相手。千葉から長野の親戚の家に遊びに来ていた際に、同じく長野の親戚の家に来ていた田中と出会う。初めはジェリーちゃんの話で田中と意気投合するが、田中が川にウンチする現場を見て失望し千葉に帰っていった。
西川かず子（にしかわ かずこ）
大学時代の中田先生の編み物クラブの後輩。あだ名は「カーコ」。中田先生とはラブラブだったが、きなこもちを喉に詰まらせた後遺症で体が弱くなった父親の世話をするため大学を辞めて秋田に帰ってしまった。
ジョギングババア
ジョギング中に車にはねられて死んだ老婆の悪霊。性格はわがままで傲慢。出寿世に取り憑いて、毎晩食事を用意するよう強要していた。食事を横取りに来たハニ太郎によって退治される。

## 単行本
1. ハニ太郎です。（1995年2月発売、ISBN 4-591-04660-5）
2. やっぱりハニ太郎です。（1995年5月発売、ISBN 4-591-04835-7）
3. 3ばんめのハニ太郎です。（1995年10月発売、ISBN 4-591-04890-X）
4. だって〜ハニ太郎です。（1996年4月発売、ISBN 4-591-04963-9）
5. こりゃまたハニ太郎です。（1996年9月発売、ISBN 4-591-05160-9）
6. うぷぷぷハニ太郎です。（1996年12月発売、ISBN 4-591-05215-X）
7. 7ばんめのハニ太郎です。（1997年3月発売、ISBN 4-591-05374-1）
8. カレー味のハニ太郎です。（1997年8月発売、ISBN 4-591-05443-8）
9. いらっしゃいませハニ太郎です。（1997年11月発売、ISBN 4-591-05507-8）
10. 10コ入りハニ太郎です。（1998年4月発売、ISBN 4-591-05586-8）
11. ぼよよんハニ太郎です。（1998年7月発売、ISBN 4-591-05747-X）
12. まぁいいじゃんハニ太郎です。（1998年11月発売、ISBN 4-591-05848-4）
13. なんのこっちゃハニ太郎です。（1999年3月発売、ISBN 4-591-06038-1）
14. 人類滅亡までハニ太郎です。（1999年7月発売、ISBN 4-591-06118-3）

## テレビアニメ
スーパーJチャンネル内で1997年10月6日から1998年1月22日まで放送されていた。制作は東映動画。放送時間帯は月曜日から金曜日の18時50分頃から5分間。

### スタッフ
- 原作 - 前嶋昭人
- シリーズディレクター - 貝澤幸男
- キャラクターコンセプトデザイン - 大西陽一
- 美術デザイン - 沢田栄子
- 音楽 - 平田光一
- プロデューサー - 木村純一、西沢信孝
- 制作 - 東映動画

### 主題歌
オープニングテーマ「抱きしめたい」
作詞 - 土生恭子 / 作曲 - E－G'Z / うた - 持田真樹
- サビの「抱きしめたいの と言っている」の部分は、CDでは「抱きしめたいの とつぶやいてるの」に変更されている。

### 各話リスト
ナレーションは、金光宣明が担当。
| 1  | ハニ太郎現る!          | 25 | おじいちゃん、再び         | 49 | 職員室の勝負!                  |
| 2  | 無敵! ハニ太郎         | 26 | ハニ太郎の昔話 桃太郎編    | 50 | ハニ太郎の昔話・3              |
| 3  | そりゃないよ!          | 27 | 恐るべき男                 | 51 | カッコイイ赤ちゃん誕生         |
| 4  | 悲劇のデート!          | 28 | 野口先生、絶体絶命         | 52 | もうすぐ学芸会                 |
| 5  | 学校でハニ太郎         | 29 | 田中クンの初恋             | 53 | 幸せな妖精ジェリゴロー         |
| 6  | 恋する田中クン         | 30 | 失恋、田中クン             | 54 | ハニ太郎のたき火はサイコー!?   |
| 7  | オッス! 中田先生       | 31 | 生活委員ルミ子             | 55 | キノコ星人からのおくりもの     |
| 8  | ハニ太郎VSおじいちゃん | 32 | ジェリーちゃんのお告げ     | 56 | 田中くん、カゼをひく!          |
| 9  | 史上最強の生活委員     | 33 | 悩める野口先生             | 57 | ストトン音頭でザークザク       |
| 10 | ファイト! 中田先生     | 34 | そんなの嘘                 | 58 | よしおのお気楽な学校生活       |
| 11 | 調子いいぜ! ハニ太郎   | 35 | ベリースペシャルな不幸     | 59 | ナゾのハニワ登場!              |
| 12 | よしおの交換日記       | 36 | ハニ太郎のブラボーな散歩   | 60 | ハニタリン王国からいらっしゃい |
| 13 | 悲しきトイレマン       | 37 | トイレ男はつらいぜ!        | 61 | じいちゃん、空を飛ぶ           |
| 14 | 中田先生研修に行く     | 38 | 職員室地獄のバトル         | 62 | 田中くんの悩み                 |
| 15 | いい湯だな             | 39 | 燃えつきた職員室バトル     | 63 | ひかる一家の秘密               |
| 16 | 登場! 感動する女       | 40 | もうすぐパパ               | 64 | ハロー・グッバイ、ですゼ       |
| 17 | 戦う生活委員           | 41 | ハニ太郎の昔話・2          | 65 | 中田先生の愛                   |
| 18 | 燃えるチャレンジャー   | 42 | 職員室! 臭いの王者         | 66 | 田中くんの浮気                 |
| 19 | 田中君の趣味           | 43 | キノコ弁当は涙の味!        | 67 | ベリースペシャル不幸な虫歯     |
| 20 | 雨の日のお迎え         | 44 | ハニ太郎の弱点!            | 68 | 冬の運動会・前夜!              |
| 21 | 楽しい授業参観         | 45 | よしお人生最悪のハジ       | 69 | 冬の運動会・本番!              |
| 22 | 恐怖のサボテン         | 46 | デスゼが呪われてるですゼ!  | 70 | 消えたハニ太郎                 |
| 23 | 愛の飼育当番           | 47 | 安藤先生の挑戦             | -  | -                              |
| 24 | 続・愛の飼育当番       | 48 | 地球にやさしいひかるちゃん | -  | -                              |

| テレビ朝日系 スーパーJチャンネル内ミニアニメ番組枠 | テレビ朝日系 スーパーJチャンネル内ミニアニメ番組枠 | テレビ朝日系 スーパーJチャンネル内ミニアニメ番組枠 |
| 前番組                                             | 番組名                                             | 次番組                                             |
| -------------------------------------------------- | -------------------------------------------------- | -------------------------------------------------- |
| あずみマンマ・ミーア                               | ハニ太郎です。                                     | 春庭家の3人目                                      |